# Chiesa dei Santi Giacomo e Filippo (Bellinzona)
La chiesa parrocchiale dei Santi Giacomo e Filippo è situata a Pianezzo, villaggio della Valle Morobbia frazione di Bellinzona.

## Descrizione

### Esterno
Citata già nel 1371, l'attuale costruzione fu eretta nel XVI secolo incorporano parti murarie delle chiesa tardogotica precedente. L'edificio attuale è a navata unica con piccolo coro quadrangolare coperto con volta a crociera e massiccio campanile con tetto a padiglione. Subì lavori di rifacimento nei secoli XIX-XX. Sulla facciata principale ci sono due dipinti murali del 1557 raffiguranti san Cristoforo e i santi titolari.

### Interno
All'interno la navata è coperta con un soffitto ligneo, poggiante su mensole, con fregio sottostante dipinto a girali rinascimentali; la cantoria è sorretta da colonne lignee. Sulla parete di sinistra, incorniciato superiormente da fogliami, c'è un grande affresco frammentario ella seconda metà del XVI secolocon l'Ultima Cena ambientata su uno sfondo architettonico rinascimentale.